# Tina Celinder Nygren
Tina Celinder Nygren, född 29 oktober 1966 är en svensk volleybolltränare. Celinder Nygren har tränat KFUM Skellefteå, Katrineholms VK, Engelholms VS och damlandslaget.
För att tagit Katrineholms VK till SM-final utsågs hon till årets eldsjäl 2001 i Katrineholms kommun  Efter att Engelholms VS vunnit sitt första SM-guld utsågs hon till årets idrottsskåning 2006. 
Mellan 2007 och 2015 var hon förbundskapten för landslaget och ledde dem vid kvalen till OS 2012, EM 2013 och EM 2015, dock utan att laget lyckades kvalificera sig i något av fallen. Efter avslutad tränarkarriär flyttade hon till Arvidsjaur.